# Sha1sum
Az sha1sum egy hashfüggvényt kiszámító program, mely a 160 bites SHA-1 algoritmust használja.
Az internetről letöltött fájlok, CD-lemezképek épségének ellenőrzésére használják. A fájlokkal együtt letöltik
a hashértékek listáját. Az sha1sum kiszámítja a hash-t, és összehasonlítja a listában található értékkel.
A program használata:
```
sha1sum 
fájl
...
sha1sum -c 
fájl
```

Az első alak kiírja a paraméterként kapott fájlok nevét és kiszámított hash-értékét.
A második alak a paraméterfájlból fájlok és azok hash-einek listáját olvassa be,
és összehasonlítja a hash-eket a fájlok számított hashértékeivel. A beolvasott fájl
alakja azonos az első alak kimenetével.

## Kapcsolódó lapok
- kriptográfiai hashfüggvény
- cksum